# Tshimganitia sheljuzhkoi
Tshimganitia sheljuzhkoi là một loài bướm đêm trong họ Geometridae.